# Étiolles
Étiolles és un municipi francès, situat al departament de l'Essonne i a la regió de Illa de França. L'any 2007 tenia 3.040 habitants.
Forma part del cantó de Draveil i del districte d'Évry. I des del 2016 de la Comunitat d'aglomeració Grand Paris Sud Seine-Essonne-Sénart.

## Demografia

### Població
El 2007 la població de fet d'Étiolles era de 3.040 persones. Hi havia 1.204 famílies, de les quals 345 eren unipersonals (149 homes vivint sols i 196 dones vivint soles), 388 parelles sense fills, 408 parelles amb fills i 63 famílies monoparentals amb fills.
La població ha evolucionat segons el següent gràfic:
Habitants censats

### Habitatges
El 2007 hi havia 1.291 habitatges, 1.237 eren l'habitatge principal de la família, 16 eren segones residències i 38 estaven desocupats. 779 eren cases i 508 eren apartaments. Dels 1.237 habitatges principals, 998 estaven ocupats pels seus propietaris, 204 estaven llogats i ocupats pels llogaters i 34 estaven cedits a títol gratuït; 39 tenien una cambra, 128 en tenien dues, 171 en tenien tres, 228 en tenien quatre i 670 en tenien cinc o més. 1.070 habitatges disposaven pel capbaix d'una plaça de pàrquing. A 510 habitatges hi havia un automòbil i a 683 n'hi havia dos o més.

### Piràmide de població
La piràmide de població per edats i sexe el 2009 era:
| Homes | Edats   | Dones |
| ----- | ------- | ----- |
| 0     | 95 o +  | 0     |
| 4     | 90 a 94 | 8     |
| 0     | 85 a 89 | 0     |
| 12    | 80 a 84 | 20    |
| 12    | 75 a 79 | 28    |
| 40    | 70 a 74 | 20    |
| 68    | 65 a 69 | 56    |
| 40    | 60 a 64 | 52    |
| 84    | 55 a 59 | 80    |
| 104   | 50 a 54 | 112   |
| 156   | 45 a 49 | 140   |
| 88    | 40 a 44 | 92    |
| 112   | 35 a 39 | 140   |
| 68    | 30 a 34 | 40    |
| 64    | 25 a 29 | 72    |
| 36    | 20 a 24 | 68    |
| 136   | 15 a 19 | 56    |
| 124   | 10 a 14 | 112   |
| 104   | 5 a 9   | 88    |
| 56    | 0 a 4   | 40    |

## Economia
El 2007 la població en edat de treballar era de 2.067 persones, 1.504 eren actives i 563 eren inactives. De les 1.504 persones actives 1.437 estaven ocupades (746 homes i 691 dones) i 66 estaven aturades (28 homes i 38 dones). De les 563 persones inactives 179 estaven jubilades, 267 estaven estudiant i 117 estaven classificades com a «altres inactius».

### Ingressos
El 2009 a Étiolles hi havia 1.201 unitats fiscals que integraven 3.055 persones, la mediana anual d'ingressos fiscals per persona era de 34.334 €.

### Activitats econòmiques
Dels 128 establiments que hi havia el 2007, 1 era d'una empresa alimentària, 1 d'una empresa de coc i refinatge, 1 d'una empresa de fabricació d'altres productes industrials, 13 d'empreses de construcció, 19 d'empreses de comerç i reparació d'automòbils, 2 d'empreses de transport, 4 d'empreses d'hostatgeria i restauració, 12 d'empreses d'informació i comunicació, 7 d'empreses financeres, 7 d'empreses immobiliàries, 33 d'empreses de serveis, 12 d'entitats de l'administració pública i 16 d'empreses classificades com a «altres activitats de serveis».
Dels 22 establiments de servei als particulars que hi havia el 2009, 1 era un taller de reparació d'automòbils i de material agrícola, 3 paletes, 2 guixaires pintors, 1 fusteria, 1 lampisteria, 3 electricistes, 4 perruqueries, 3 restaurants, 1 agència immobiliària, 1 tintoreria i 2 salons de bellesa.
Dels 5 establiments comercials que hi havia el 2009, 1 era un hipermercat, 1 una botiga de menys de 120 m², 1 una botiga d'equipament de la llar i 2 floristeries.

## Equipaments sanitaris i escolars
L'únic equipament sanitari que hi havia el 2009 era una farmàcia.
El 2009 hi havia 1 escola maternal i 1 escola elemental. Étiolles disposava d'un liceu tecnològic amb 431 alumnes.
```
Disposava d'un institut universitari.
```

## Poblacions més properes
El següent diagrama mostra les poblacions més properes.